# Evolvulus cressoides
Evolvulus cressoides är en vindeväxtart som beskrevs av Mart. Evolvulus cressoides ingår i släktet Evolvulus och familjen vindeväxter. Inga underarter finns listade i Catalogue of Life.